# 阿尔马农环形山
阿尔马农环形山(拉丁语:"Almanon")是位于月球正面赤道南部山区中的一座古老撞击坑，约形成于酒海纪，其名称取自阿拉伯帝国阿拔斯王朝第七任哈里发及天文学家阿卜杜拉·马蒙，1935年被国际天文学联合会批准采纳。

## 描述

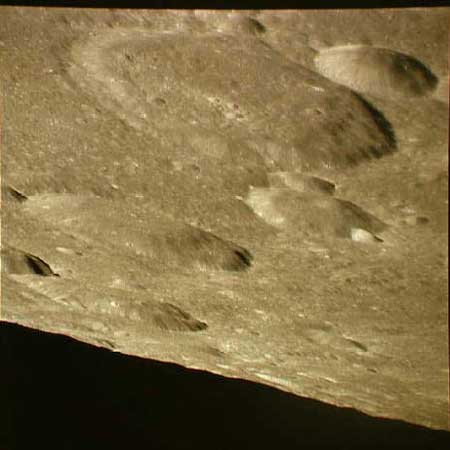
阿尔马农环形山. 阿波罗16号拍摄

阿尔马农环形山西北与阿布·菲达环形山相邻，北面坐落着笛卡尔环形山，东侧和西南分别为塔西陀陨石坑和基伯陨石坑，东面紧贴绵延210公里直至阿尔泰峭壁的艾布·菲达链坑。该撞击坑的中心月面坐标为16°51′S 15°08′E / 16.85°S 15.14°E，直径47.8公里，深约2480米。

该环形山外形圆状略有变形，北侧和西南向外凸出，相应坑壁部位小范围坍塌断裂，并形成轻微的台地结构；南侧外壁则附着一对卫星坑"阿尔马农 A"和"阿尔马农 B"；东侧内壁坡非常宽阔，在崎岖的坑底上投下了一道阴影。阿尔马农环形山的坑壁较周围地形高出1120米，陨坑总容积约1900公里³。内部地表相对平整，除一些微小陨坑及中部三座小山丘外，缺乏中央峰和其它较为突出的地貌特征。

## 卫星坑
按惯例，最靠近阿尔马农环形山的卫星陨石坑将在月图上以字母标注在它的中心点旁：
| 阿尔马农 | 纬度    | 经度    | 直径    |
| -------- | ------- | ------- | ------- |
| A        | 17.7° S | 15.3° E | 10 公里 |
| B        | 18.3° S | 15.3° E | 25 公里 |
| C        | 16.1° S | 16.0° E | 16 公里 |
| D        | 18.6° S | 15.6° E | 6 公里  |
| E        | 17.9° S | 13.7° E | 5 公里  |
| F        | 15.9° S | 14.3° E | 5 公里  |
| G        | 17.8° S | 14.6° E | 5 公里  |
| H        | 19.0° S | 15.3° E | 6 公里  |
| K        | 15.8° S | 15.4° E | 8 公里  |
| L        | 18.9° S | 16.6° E | 6 公里  |
| P        | 18.5° S | 17.0° E | 8 公里  |
| Q        | 18.1° S | 17.0° E | 5 公里  |
| R        | 18.2° S | 15.9° E | 4 公里  |

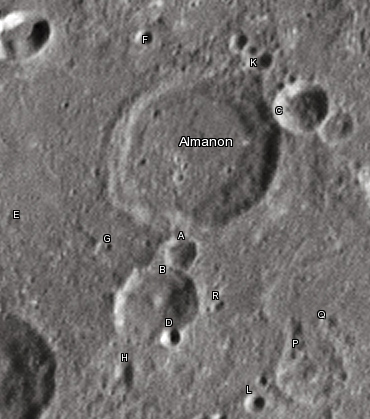
戴维·坎贝尔图片.

- "阿尔马农 C"被月球及行星观测者协会(ALPO)列入《内侧壁坡带有幽暗辐射条纹的撞击坑列表》[5]。

## 另请参阅
- Andersson, L. E.; Whitaker, E. A. . NASA RP-1097. 1982.
- Blue, Jennifer. . USGS. July 25, 2007  [2007-08-05]. （原始内容存档于2019-12-05）.
- Bussey, B.; Spudis, P. . New York: Cambridge University Press. 2004. ISBN 978-0-521-81528-4.
- Cocks, Elijah E.; Cocks, Josiah C. . Tudor Publishers. 1995. ISBN 978-0-936389-27-1.
- McDowell, Jonathan. . Jonathan's Space Report. July 15, 2007  [2007-10-24]. （原始内容存档于2019-06-21）.
- Menzel, D. H.; Minnaert, M.; Levin, B.; Dollfus, A.; Bell, B. . Space Science Reviews. 1971, 12 (2): 136–186. Bibcode:1971SSRv...12..136M. doi:10.1007/BF00171763.
- Moore, Patrick. . Sterling Publishing Co. 2001. ISBN 978-0-304-35469-6.
- Price, Fred W. . Cambridge University Press. 1988. ISBN 978-0-521-33500-3.
- Rükl, Antonín. . Kalmbach Books. 1990. ISBN 978-0-913135-17-4.
- Webb, Rev. T. W.  6th revised. Dover. 1962. ISBN 978-0-486-20917-3.
- Whitaker, Ewen A. . Cambridge University Press. 1999. ISBN 978-0-521-62248-6.
- Wlasuk, Peter T. . Springer. 2000. ISBN 978-1-85233-193-1.

## 外面链接
- 月球数码摄影图集. （页面存档备份，存于）
- 阿波罗16号拍摄的阿尔马农环形山照片. （页面存档备份，存于）
- LAC-96 地图中的阿尔马农环形山. （页面存档备份，存于）
- 阿尔马农环形山周边地形图. （页面存档备份，存于）
- 维基月球环形山在线解说-阿尔马农环形山. （页面存档备份，存于）
- Andersson, L.E., and E.A. Whitaker, 美国宇航局月球地名目录,美国宇航局参考出版物 1097, 1982年10月. （页面存档备份，存于）